# 帽蕊草属
帽蕊草属（学名：Mitrastemon）又名奴草屬、帽蕊花属，是帽蕊草科（Mitrastemonaceae；又名帽蕊花科、奴草科）的唯一一个属，为杜鹃花目的真双子叶植物，只有2种，生长在东南亚以及中美洲的热带和亚热带地区，中国有一种，生长在南方。

## 特征
本科植物是寄生植物，常寄生在壳斗科植物上面，茎非常短，只有3.5-6.5厘米；叶蜕化为鳞片状，对生；茎顶部只生有一朵花，雄蕊围绕雌蕊群合生；果实为蒴果或浆果状，内含许多微小的种子。

## 分类
1981年的克朗奎斯特分类法将其列在大花草目中，1998年根据基因亲缘关系分类的APG 分类法发现其和杜鹃花目中许多种类的基因相似，但无法分在任何目中，属于系属不清，2003年经过修订的APG II 分类法维持原分类。2009年的APG III将其放进杜鹃花目。
本属包括以下物种：
- 美洲帽蕊草 Mitrastemon matudae Yamam.
- 奴草 Mitrastemon yamamotoi (Makino) Makino[3]